# Дитсадковий поліцейський
Дитсадковий поліцейський (англ. Kindergarten Cop) — американська комедія 1990 року.

## Сюжет
Детектив Джон Кімбл, ветеран «брудних вулиць» Лос-Анджелеса, готовий упоратися з ким завгодно. Але для того щоб заманити в пастку хитрого злочинця, йому доводиться влаштуватися вихователем у дитячий садок. І от коли він завойовує повагу малят і любов прекрасної вчительки, йому належить сутичка зі злочинцем.

## У ролях
- Арнольд Шварценеггер — детектив Джон Кімбл
- Пенелопа Енн Міллер — Джойс Пальміері / Рейчел Крісп
- Памела Рід — детектив Фібі О'Хара
- Лінда Гант — міс Шловскі
- Річард Тайсон — Каллен Крісп старший
- Керрол Бейкер — Елеонора Крісп
- Кеті Моріарті — мати Сильвестра
- Джозеф Казінс — Домінік Пальміері / Каллен Крісп молодший
- Крістіан Казінс — Домінік Пальміері / Каллен Крісп молодший
- Парк Овералл — мати Саманти
- Джейн Брук — мати Зака
- Річард Портноу — Капітан Салазар
- Том Курландер — Денні
- Алікс Коромзай — Сінді
- Бетті Лу Хенсон — мати Кейша
- Хейді Свідберг — мати Джошуа
- Боб Нельсон Боб Нельсон — Генрі Шуп
- Анджела Бассетт — стюардеса